# Vágtázó Halottkémek
A Vágtázó Halottkémek 1975-ben alakult, a zenéjét életközpontú kozmológia alapján értelmező magyar együttes. A zenei kategóriákat áttörő stílusukat leginkább a „sámán punk”, etnopunk vagy az együttes által használt „mágikus népzene” kifejezéssel írható le.  A Grandpierre Atilla által vezetett VHK a punk mozgalomnál előbb indult, attól függetlenül, indulása időben egybeesett a progresszív rock német hullámával, a népzenei, világzenei és mitikus hatásokat szívesen magába fogadó krautrockkal, amelynek meghatározó formációi (Amon Düül II, Popol Vuh, Ash Ra Tempel) a VHK-ra is bevallottan hatást gyakoroltak.
Zenéjük a Világegyetem örök alkotóerejéből, az ősi népzene elemi erejű ősforrásából született. Rendkívüli energiájuk és a népzenei indíttatás miatt gyakran etno-punk zenekarnak tekintik őket. Nevük angolul Galloping Coroners, németül Rasende Leichenbeschauer.

## Történet
A VHK 1975-ben alakult meg Grandpierre Atilla baráti társaságából Budapesten. Az alapító tagok: Grandpierre Atilla (ének), Czakó Sándor (gitár), Ipacs László (dob), Pócs Tamás (basszusgitár) és Molnár György (szólógitár). Kezdettől fogva ösztönös zenét játszottak, teljesen szokatlan, ősi zeneértelmezésben. A zenekar tagjai elektromos gitárokkal is át tudták adni rendkívüli élményeiket egy bennük égő világról.
1986-ig be voltak tiltva, mégis gyakran léptek fel, mert olyan rendkívüliek voltak, hogy sok szervező vállalta a fellépésükkel járó kockázatot. A legtöbben minden előzetes várakozástól eltérő, hihetetlen eseményként élik át az együttes fellépéseit. Ezt leginkább azok érzik így, akik életükben először vettek részt a Halottkémek koncertjén.

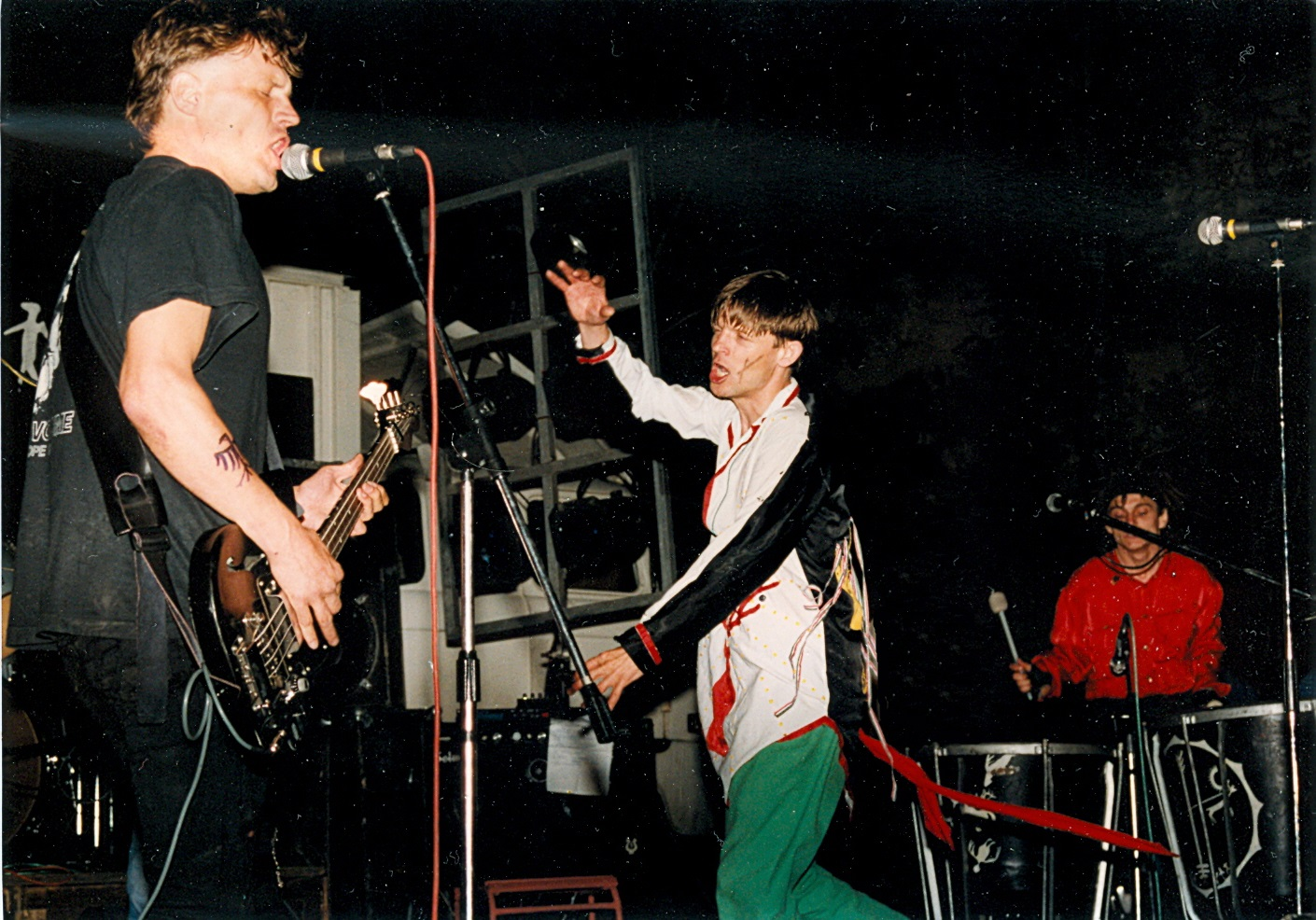
Koncertfelvétel 1987-ből: Soós Lajos (Szónusz), Grandpierre Atilla, Balatoni Endre (Boli)

A zenekar „a jövő mágikus népzenéjét” játszotta, amit jobb híján gyakran olyan új kategória megalkotásával írtak le, mint a sámán-punk, vagy olyan szokásos skatulyával, mint a pszichedelikus hardcore.
Az együttes tagjai a különböző változásokkal együtt: a MANCS „az év legjobb koncertzenekara” szavazásán a VHK rendre az első három hely egyikén szerepel. Németországban a VHK egyike volt a legismertebb kultikus zenekaroknak. Olyan klasszikusokat alkottak, mint a „Hunok csatája”, „Aláírhatatlan történelem”, vagy a „Pótolhatatlan halhatatlanság”. Lemezeik San Francisco-tól Tallinnig szerepeltek a rádiók játszólistáin, itthon a MAHASZ listák élvonalaiban tűntek fel. Sokak szerint a VHK „minden idők legjobb sámán-punk bandája”.
Az együttes 2001 januárjában megszűnt. Grandpierre Attila 2005-ben megalapította a Vágtázó Csodaszarvas zenekart. 2009. április 25-én a Vágtázó Életerő nevű formáció „VHK idéző” címmel koncertet adott a VHK tiszteletére, a fellépés anyaga lemezen is megjelent. A Vágtázó Életerő zenekar tagjai: Grandpierre Attila (VHK, VCSSZ), Németh László Fritz (VHK, Yava), Mestyán Ádám (VHK, Yava), Molnár Lujó (VHK, Világfa), Király Zoltán (Akela), Köles Vazul.
Az együttes (immár ismét VHK név alatt) 2012-ben új lemezt adott ki Veled haraptat csillagot címmel. Barcsik Géza szerint a lemez nagyon friss és erős, a VHK korai, sokak számára legfontosabb időszakát idézi. 2016-ban megjelent A lélek mélyén című EP, majd 2019-ben az Életzuhatag című nagylemez. A VHK továbbra is folyamatosan koncertezik.

## Tagok
- ének: Grandpierre Atilla (1975–)

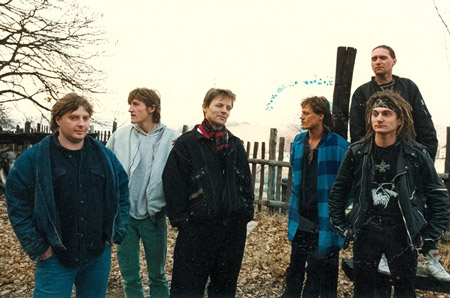
1995-ös felállás: Ipacs László, Sidoó Attila (Kisfidó), Grandpierre Atilla, Soós Lajos (Szónusz), Németh László (Fritz), Balatoni Endre (Boli)

- dobok: Ipacs László (1975–2001), Szabó Kristóf (2008–2010), Király Zoltán (2010–)
- üstdobok: Árvai Viktor (1983–1986), Balatoni Boli Endre (1986–2012; elhunyt 2012. február 26-án, Szumátra szigetén),[5][6] Köles Vazul (2012–)
- gitár: Czakó Sándor (1975–1990), Balázsfalvi Gábor (1990), Sidoó Béla (1990), Sidoó Attila (1990–1995), Molnár Lajos Lujó (1996–2017), Földi Tamás (2016–), Szűcs Antal Mór (2017–)
- szólógitár: Molnár György (1975–1980), Németh László Fritz (1982–2016; elhunyt 2016. július 21-én)[7][8]
- basszusgitár: Simon Miklós (1975), Pócs Tamás Tompox (1978–1981), Soós Lajos Szónusz (1980–1995, 2009–), Mestyán Ádám (1996–2015), Tóth Csenge (2015–2018), Sánta Kristóf (2018 –)

## Diszkográfia
- A Halál móresre tanítása – 1988, Sonic Boom (Németország), Ring (Magyarország)
- A világösztön kiugrasztása – 1990, Sonic Boom
- A halál móresre tanítása / A világösztön kiugrasztása – 1991, Alternative Tentacles (CD, USA)
- A világösztön kiugrasztása (Jumping Out The World-Instinct)[9] – 1991, Alternative Tentacles (LP, Anglia)
- A semmi kapuin dörömbölve (Hammering On The Gates Of Nothingness) – 1992, Sonic Boom, Alternative Tentacles (LP, Anglia)
- Óriás tér – élő, 1994, Rockland (Magyarország)
- Az Éden visszahódítása I. – 1997, VHK
- Az Éden visszahódítása II. – 1998, VHK
- Naptánc – 1999, VHK, Magyarország/Neurot Recordings, USA
- Veled haraptat csillagot – 2012, VHK[10]
- A lélek mélyén – EP, 2017, VHK[11]
- Életzuhatag – 2019, VHK[12][13]
- Végtelenből Kilőtt Nyilak – 2023, VHK[14]
- Fellázad a Semmibe Vett Öröklét... – 2025, VHK[15][16]

### Fellépések, koncertek
- 1976-ban az I. István gimnáziumban léptek fel egy rockfesztiválon. Rendkívüli hatása miatt a koncert 20. percében a szervezők leállították.
- 1978-ban a Budapesti Műszaki Egyetem Ezres Klubjában léptek fel. A koncertre az egész országból jött össze a legkülönlegesebb öltözékű és viselkedésű hallgatóság. A VHK rendkívüli előadásáról Szőnyei Tamás, a később ismertté vált zenekritikus az egyetemi lapban azt írta: a Vágtázó Halottkémeknek be kellene futniuk.[17]
- 1980-ban a Beatrice meghívja őket a Bizottság társaságában az E-klubba (1980. november 8.).
- 1980-tól rendszeresen fellépnek a Közgazdasági Egyetem Közgáz Kísérleti Stúdiójában, egyetemi klubokban, művelődési házakban.
- 1981-ben felléptek a MAFILM K-csillag szekciójának Bódy Gábor által szervezett Smink-fesztiválján. A VHK az URH, a Bizottság, a Kontroll Csoport és a Neurotic zenekarok előtt nyerte el az első díjat. A koncert felvételét többször sugározzák a nyugatnémet televízióban, ahol nagy feltűnést kelt.
- 1982-ben az IKARUSZ Művelődési Központban készülnek el Bódy Gábor „Kutya éji dala” c. filmjének koncertfelvételei.
- 1983-ban fellépnek az Egyetemi Színpadon. A Bercsényi Klubban meghirdetett koncertjüket a rendőrség kezdés előtt egy órával tiltja be.
- 1984-ben az Ifjúsági Magazinban megjelent felmérés szerint minden második budapesti középiskolás kedvenc zenekara a VHK.
- 1984-ben a Ganz MÁVAG Művelődési Házban adtak koncertet, augusztusban felléptek a punk zenekarok koncertjén a Budai Ifjúsági Parkban.[18] Ebben az évben adták első nyugati koncertjeiket is Nyugat-Berlinben és Koppenhágában,[19] és ezután gyakran koncerteztek külföldön. Ugyanekkor a BM III/III-as ügyosztály összefoglaló jelentést készített tevékenységükről, majd az akkori belügyminiszter-helyettes utasítást adott az együttes működésének korlátozására, fellépéseinek akadályozására.[20]
- 1985. szeptember 24-én fellépnek a Petőfi Csarnokban.
- 1985-ben Hoppál Mihály „Sámán-utak” c. tanfolyamán adnak koncertet. A koncertfelvételt az Institute for Shamanic Studies (ISS) amerikai igazgatója, Michael Harner kérésére kiadják kazettán az ISS tagjai részére.
- 1986-ban a VHK Rituális Színházával lépnek fel a Petőfi Csarnokban (szeptember 19) és Hamburgban (december 12).
- 1987-ben az amszterdami Magyar Kulturális Hónap keretében a Melkweg-ben adnak koncertet. A VHK kiutazását a hatóságok eleinte nem akarták engedélyezni. Végül Beatrix holland királynő személyes kérésére tudott a VHK kiutazni.[21] Ettől kezdve rendszeresen szerepelnek Nyugat-Európában a magyar kultúra hivatalos képviselőiként.
- 1988-tól kezdve többször játszottak a Fekete Lyukban. Első nagylemezeiket Hollandiában és Németországban vették fel. Ezekre felfigyelt a legendás amerikai punk-hős, Jello Biafra, a Dead Kennedys énekese, és a Nyugat-Európában kiadott lemezeket Amerikában az Alternative Tentacles is megjelentette. A zenekar Németországban meghatározó, kultikus zenekarrá vált.
- 1989-ben a VHK angliai turnén vesz részt a Henry Rollins Band vendégeként.
- 1990-ben a VHK New Yorkban lép fel a „New Music Seminar”-on. A VHK zenéje alapvető, elementáris, telített megszállott, felvillanyozó szenvedéllyel.[22]
- 1991-ben a zenekar holland, német, francia turnén vesz részt.
- 1992, finn turné.
- 1992, Köln, Pop-Komm. A VHK aratja a legnagyobb sikert (augusztus 22).
- 1992 a VHK Rituális Színházával lép fel Wangenben a Sporthalle-ban a „Nice Noise Festival” fővendégeként
- 1993. augusztus 25-én a Diáksziget-fesztiválon 18 órától 30 perces műsort engedélyeznek a VHK-nak. A több tízezer fős rajongótábor a VHK koncertjének rövidségétől felháborodva a koncert után 90 percen keresztül minden lehető módon követeli vissza a színpadra kedvenc zenekarát. A szervezők megijednek, fűt-fát ígérnek. Ettől kezdve a VHK nagyszínpadi, fő műsoridős helye kétségtelenné válik.
- 1995-ben a VHK nyitja meg a felújított Műcsarnokot.
- 1996-ban a VHK a berlini Akademie die Künste színpadán ad nagy sikerű koncertet.
- 1995–2001-ig a VHK rendszeresen turnézik Európában és itthon, majd 2001-ben megszűnik.
- 2009-ben Grandpierre Attila vezetésével a Vágtázó Életerő nevű formáció ad koncertet VHK idéző címen, a műsor anyaga lemezen is megjelenik.
- 2015-ben a Barba Negra Trackben 40 éves jubileumi koncertre kerül sor.
- A VHK a mai napig aktívan koncertezik Magyarországon és Európában.

### Egyéb események
2019 novemberében az M2 Petőfi TV Akusztik című műsorában szerepeltek. Az előadók a következőkből állt össze: Grandpierre Atilla, Földi Tomy, Szűcs Antal Mór, Soós Lajos Szónusz, Sánta Kristóf, Király Zoltán, Köles Vazul továbbá F. Irtl Melinda, Makó Dávid és Sápi Viktor. A műsort Gyöngyösi Szabolcs rendezte.

#### Filmek az együttesről
A Filmmúzeum 2006-ban induló ötven részes sorozatának, a Gellért Gábor szerkesztésű Privát rocktörténetnek negyvenhetedik része szól az együttesről.
2012. május 31-én került bemutatásra az Akik móresre tanították a halált című zenés dokumentumfilm. Rendezője az elsőfilmes Nagy Júlia. Riporterként feltűnik Dudich Ákos, a Pótolhatatlan Halhatatlanság könyv szerzője. Az együttes tagjai közül pedig Grandpierre Attila, Soós Lajos „Szónusz”, Mestyán Ádám, Balatoni Endre „Boli”, Németh László „Fritz”, Molnár Lajos „Lujó”.

## Kritikák

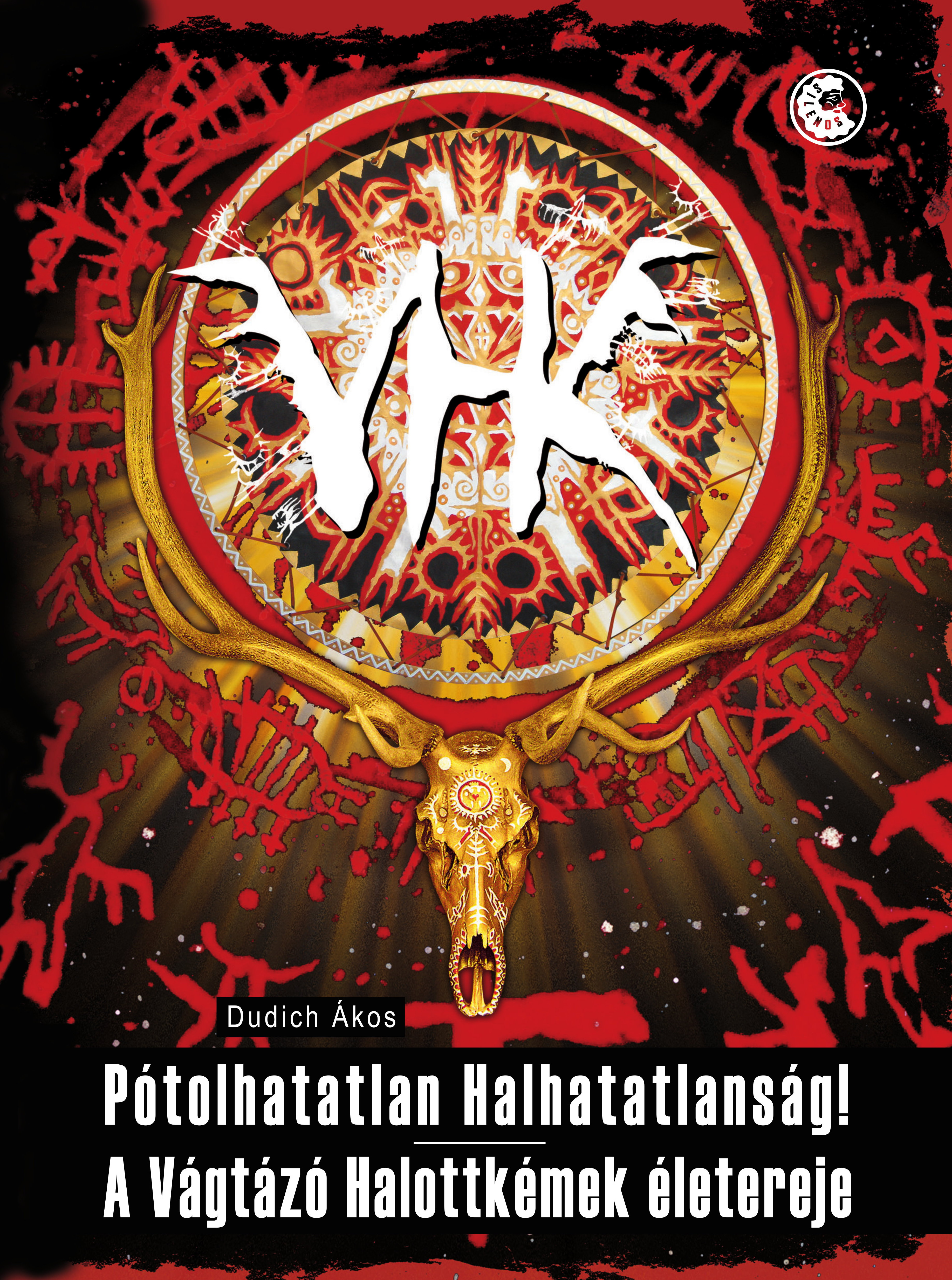
A Pótolhatatlan halhatatlanság! című könyv dolgozta fel az együttes történetét

- „Ebben a zenében minden eleve adott, attól a pillanattól fogva, hogy a múltban valakiben megszületett az ötlet: ezt kell csinálni; sőt, sokkal régebben adott minden, mindannyiunk elfojtott kollektív tudatalattijában: ezért olyan ismerős és olyan idegen. Minden adott, mindennek megvan a maga helye, és minden meg is találja helyét az előadás folyamán, és csak ott találja és találhatja meg helyét a gitárokon, a dobon és az énekhangon. Mintha valami hatalmas és erős vár állna a zenekar mögött, vagy egy olyan térkép, amire rá sem kell néznünk, hogy tudjuk, hol vagyunk. De a legfontosabb a mögöttes tartomány: az a világ, amely az eltűnt és elveszett közös kultúra-alapokat pótolja és egyben megteremti. Egyébként pedig nem is csak zene: színház, felolvasóest, hangköltészeti alkotóműhely, képzőművészeti esemény, és body-art performance: hiszen minden egyes koncert teljes kikészüléshez vezet, nyilván hogy fizikaihoz és lelkihez egyaránt, másképpen ezt a fajta művészetet nem is lehetne művelni.”[28]
- „Minden mérséklet mellett: ez a legjobb lemez a múlt héten, hónapban, évben…”[29]
- „Ez egy sámánisztikus etno-punk. De ez több mint zene. Ez egy utazás a negyedik dimenzióba. Csukd be a szemed, érezd át a Világegyetemet és ott fogod találni magad a szenvedély végtelen mélyrétegében újra. Elfelejted neved, mindennapos gondjaidat, nemedet és egész biztosan, rációdat. Ami még mindig számít, az az ősi ösztön. Itt most kiélheted. Pszichoterápia vinilen. Egy zenekar túl minden normán és konformitáson. Egy mestermű!”[30]
- „A VHK határozottan a legjobb Keletről. A Halottkémek egy zenei zabolátlanság, 50 perc transz. Őrült dobok, végletekig srófolt gitárok, sikoltó sámánok. Ők egy álom. Hallgasd extrém hangosan. Vessz el benne. Ne gyere vissza soha többé.”[31]
- „Ez a lemez az improvizációs zene egyik csúcspontja.[32] Minden alkalommal amikor egy új VHK felvételt hallgatok, újraélem ezt az atavisztikus álmodozást – ez olyan mint újra visszatérni az anyaméhbe. A VHK annyira valószínűtlen, olyan csodálatos és mégis olyan láthatólag szükséges (ha nem léteznének ki kéne őket találni), hogy ők úgy funkcionáltak számomra mint kedvenc gyermekkori tündérmeséim melyeket kisgyerekkoromban hallgattam. Amikor először felfedeztem 1988-as A Halál Móresre Tanítása c. lemezüket, elképesztett a kolostori pszichedelia, a rock’n’roll gatyapőc hetvenkedés, és a merő másvilágbeliségbe elragadás logikai teljessége, és ez a csodálat ma is velem van. A VHK úgy hangzik mint egy más világból és más időből való zenekar.”[33]
- „Nyílegyenes, törhetetlen vonal a VHK története, magasan az úgynevezett rockzene fölött, egy kompromisszumok nélküli, ösztönös világszemlélet, önálló hatalom. (…) „Az Éden visszahódítása-1” meghallgatása után kivédhetetlenül megkérdőjeleződik félvállról vett életünk igazsága. A Vágtázó Halottkémek évtizedek óta a magyar zene lelkiismerete és bűntudata, egy megkerülhetetlen példa, hogy igenis lehet üzleti szempontok és pitiáner megfontolások nélkül dolgozni ebben a jobb sorsra érdemes országban.”[34]
- „Minden alkalommal, amikor egy-egy VHK-lemez hallgatása közben átkerülök oda, ahol az igazán lényeges dolgok történnek, hajlamos vagyok azt hinni, hogy sikerül megkapaszkodnom a lét felszínén, megtapasztalni az igazi életet, és hogy ez most már így is fog maradni mindörökre… Ezért is ünnep, amikor egy VHK-lemez megjelenik, mert legalább 74 percre olyan lénynek érzem magam, amilyennek minden egyes rohadt napon kellene.[35]